# ハウ (戦艦)
ハウ (HMS Howe, 32) は、イギリス海軍が第二次世界大戦で運用した戦艦。1942年後半に就役した超弩級戦艦である。キング・ジョージ5世級戦艦。艦名はリチャード・ハウ提督に因む。大西洋の戦い、地中海の戦いに従事した。太平洋戦争末期には、イギリス太平洋艦隊に所属して、太平洋に展開した。

## 艦歴
ハウは1937年6月1日にフェアフィールド・シップビルディング・アンド・エンジニアリング社で起工し、1940年4月9日に進水、1942年8月29日に就役した。当初はデヴィッド・ビーティー提督に因んでビーティ(Beatty)と命名される予定であったがP、1940年2月にハウと改名された。
太平洋戦争勃発とシンガポール陥落（1942年2月15日）直後、英国首相チャーチル卿は「アンソンとハウの完成が近づいた」とイギリス議会（下院）における演説で言及した。労働力不足や資材不足により、3番艦（デューク・オブ・ヨーク）に比べて4番艦と5番艦の建造は遅れ気味であった。
本艦は、姉妹艦アンソンと同時期に完成した。
初代艦長には、ラプラタ沖海戦で軽巡「エイジャックス」艦長を務め、シュペー号撃沈に貢献したチャールズ・ウッドハウス大佐が補職された。
1942年8月に海上公試が開始されたが、本国艦隊での作戦投入可能となったのは11月以降であった。竣工に向けての調整や、出撃準備、主砲発射訓練の様子がマスメディアに公開されている。
当時のハウとアンソンの主要任務は、北大西洋や北極海での哨戒、ソ連との間で行き来する輸送船団の護衛任務に従事した。
12月31日、RA51船団の護衛に加え、可能であればドイツ重巡（ポケット戦艦）リュッツォウ捕捉のため出撃した部隊の中にハウもあった。
1943年1月15日、第1次チャーチル内閣のアレクサンダー海軍大臣がスカパ・フローを訪問し、本艦に乗艦した。2月後半、ハウはソ連へ向かうJW53船団の護衛に加わり、RA53船団とともに戻った。5月、イギリス首相ウィンストン・チャーチルがハウを訪れ、その数日後には国王ジョージ6世も訪れた。
5月になると、連合国軍はイタリア王国（枢軸国）の本土に戦線を構築するため、攻勢をおこなう。本艦は地中海へ展開することになった。エリコンFF 20 mm 機関砲をいくつか搭載した後、5月21日にハウはジブラルタルへ向けロサイスから出航した。5日後、ジブラルタルに到着し、姉妹艦や僚艦と合流した。ハウはH部隊に配属され、シチリア島やイタリア半島への上陸作戦を支援することになった。6月はじめにはH部隊はアルジェに移り、そのとき再びイギリス国王がハウを訪れた。
7月にシチリア島上陸作戦が実施された。ハウは、イタリア海軍による妨害に備えてシチリア島とサルデーニャ島の間に位置していた。また、7月12日にはトラーパニやその近くのエーガディ諸島（ファヴィニャーナ島およびレヴァンツォ島）に対する艦砲射撃に参加するため、姉妹艦キング・ジョージ5世と合流した。シチリア島上陸作戦後、整備のためアルジェに戻った。そこで8月4日に弾薬運搬船が爆発し近くの駆逐艦アローが損傷。遺体の収集を手伝うためハウから人員が派遣された。
9月上旬、本艦をふくめ連合軍艦艇はサレルノへの上陸作戦で支援をおこなう（アヴァランチ作戦、海軍部隊戦闘序列）。さらにハウとキング・ジョージ5世は日にイギリス第1空挺師団によるタラント上陸（スラップスティック作戦）を行う海軍部隊を護衛した。この頃、9月8日にイタリアの降伏という政変がおこった。ハウと僚艦はマルタ島にむかうイタリア降伏艦隊に遭遇した。9月14日、9月14日、ハウとキング・ジョージ5世は降伏したヴィットリオ・ヴェネト級戦艦をマルタからアレクサンドリアまで護送した。10月1日にハウはアルジェに着き、そして本国艦隊に戻るためスカパ・フローへ向かった。1943年10月から1944年6月まで修理が行われた。
8月8日、セイロン島のトリンコマリーに到着し、東洋艦隊に加わった。バンケット作戦では、スマトラ島の目標に対するイラストリアス級航空母艦の航空作戦の援護を行った。
1944年末、イギリスは東洋艦隊を分割し、東インド洋艦隊とイギリス太平洋艦隊を新編する。イギリス太平洋艦隊司令長官のブルース・フレーザー提督は、旗艦をハウに指定した。12月、本艦はオーストラリアのポート・ジャクソン湾に移動し、シドニーの市民から歓迎された。そこからニュージーランドのオークランドへ航海した。1945年3月にはアイスバーグ作戦にともなう沖縄戦などに参加した（沖縄戦、海軍部隊戦闘序列）。
第二次世界大戦が終了すると、イギリス本国に戻った。そして訓練などに従事した。
1948年にはネルソン級戦艦やクイーン・エリザベス級戦艦が破棄されたが、本艦は現役にとどまった。
1950年に退役した。1958年に解体された。

## ギャラリー

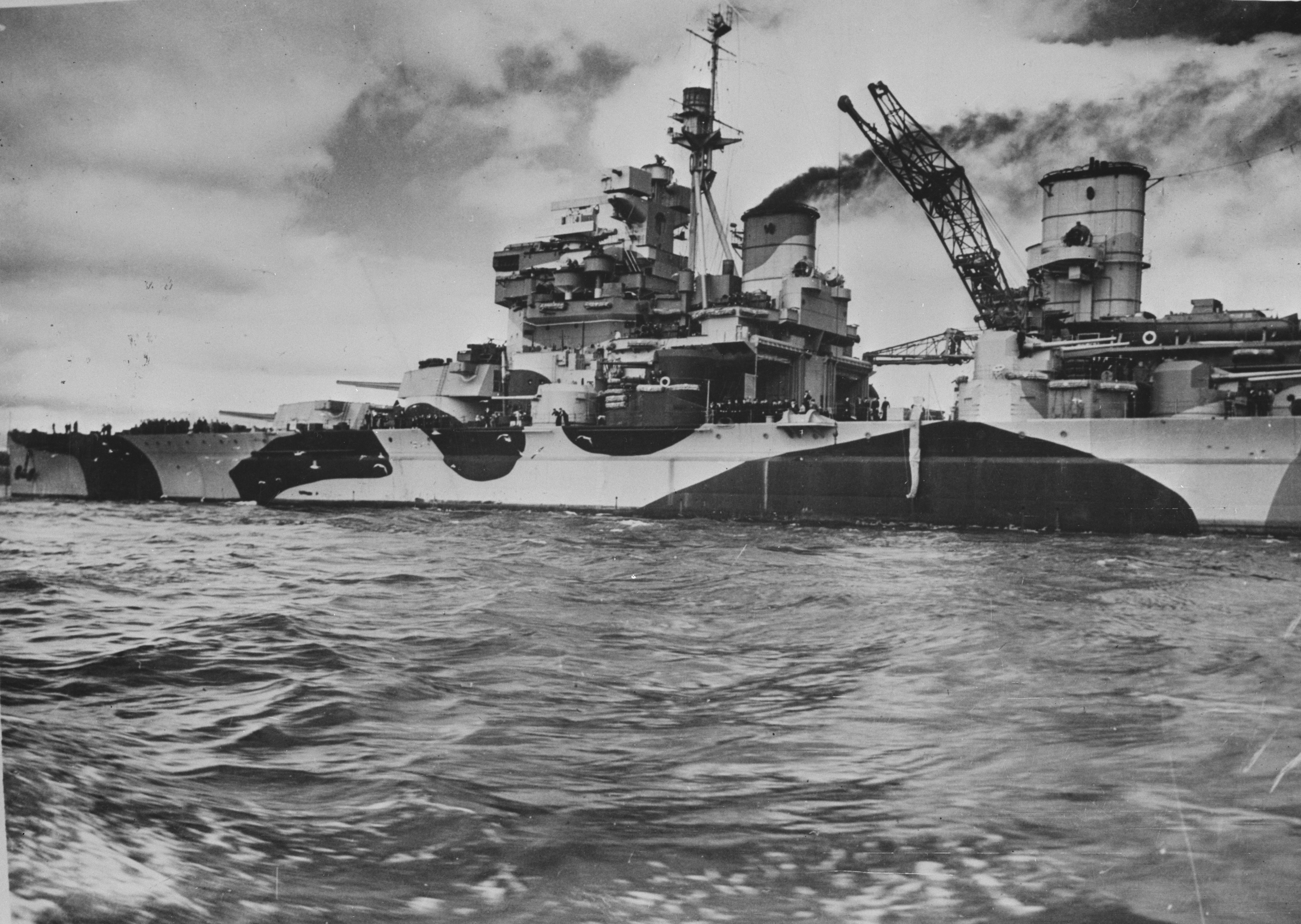
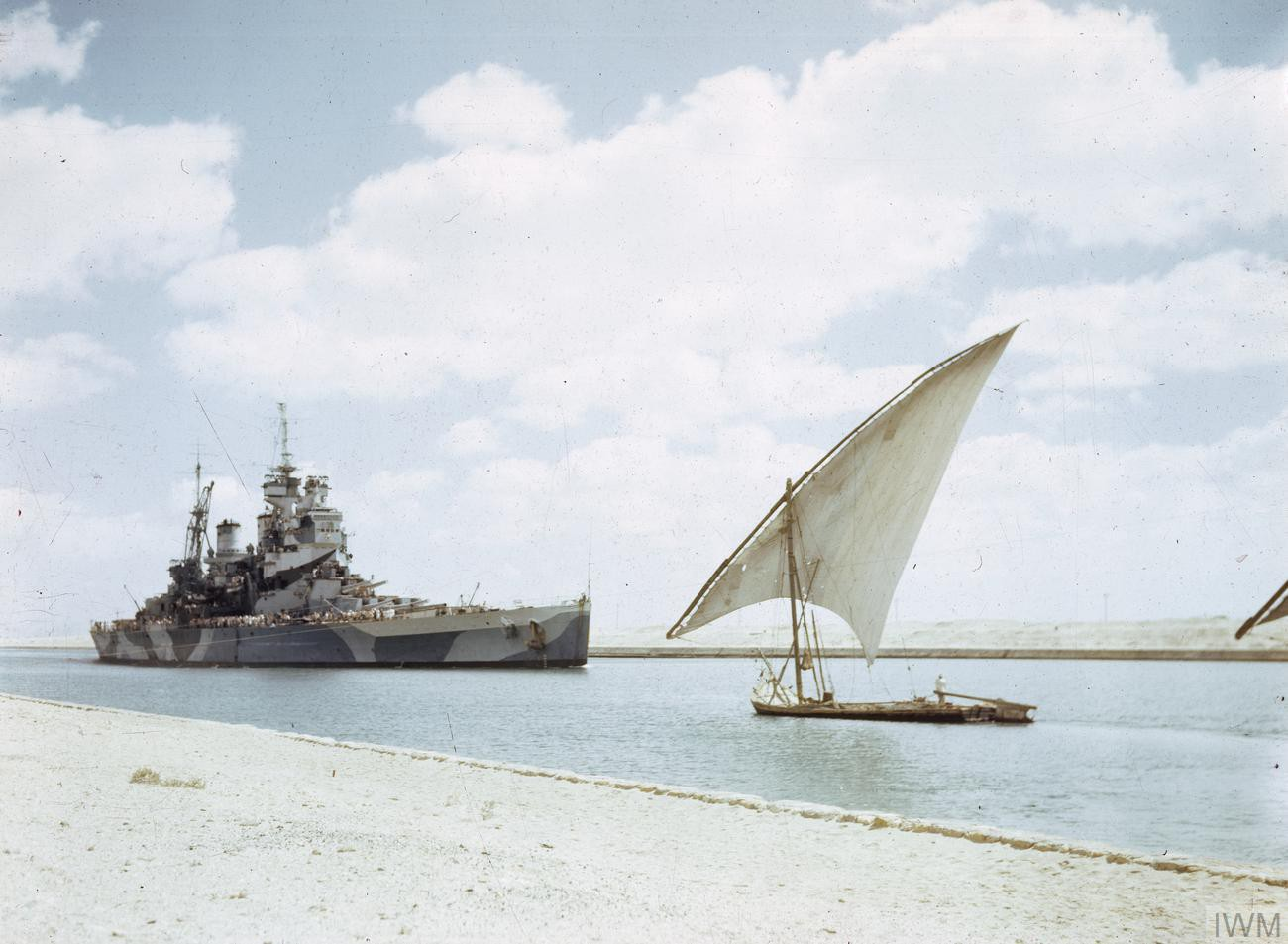
スエズ運河を航行するハウ。
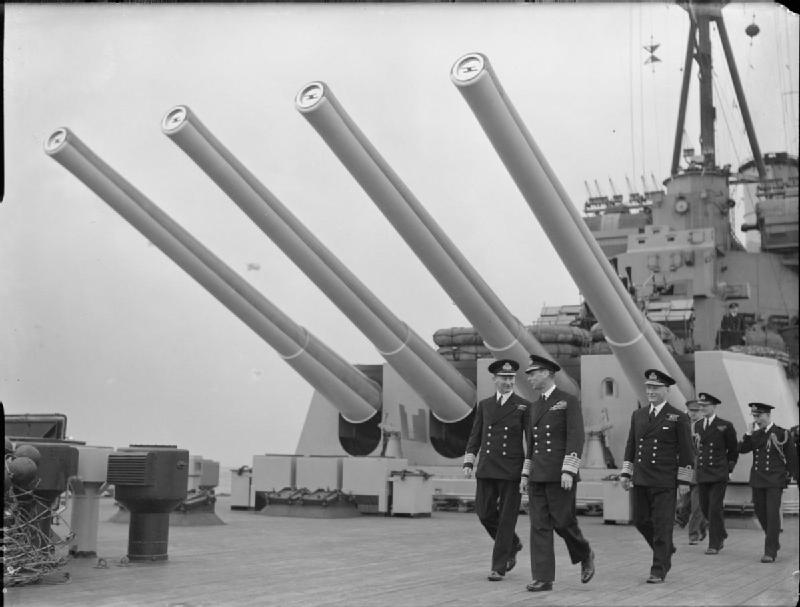
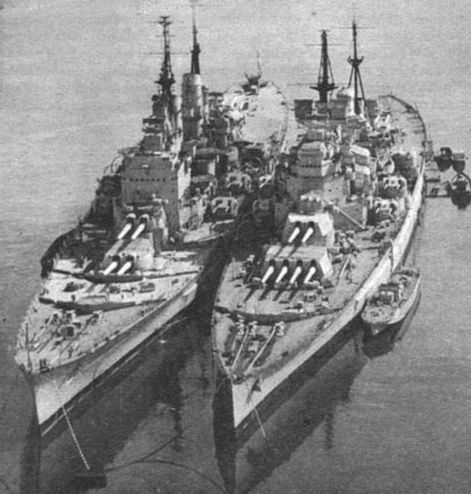
ヴァンガード（左）とハウ（右）。

### 注
1. ↑  倫敦十九日AP[6]　確報に據るにキング・ヂヨーヂ第五世艦と同型のアンソン及びホーエの各三万五千噸の戰闘艦は近日中愈よ就役の運びに至るべし　右は十七日下院に於てチヤアチル宰相が演説中に於てシャーンホースト及びグナイスノーの兩獨逸戰闘艦が再び就役に適するの期間以前に於て英國海軍は最高の能力を具有する武力の多數を加へ得らるべしとありたるものによるものなり　ホーエの舊名はビーテイーにして千九百卅九の進水而してアンソンの舊名はヂエリコーにして同四十年の進水に属するものなり（記事おわり）
2. ↑  大西洋へ進出しようとするドイツ海軍の大型艦（ティルピッツ、シャルンホルスト級戦艦、アドミラル・ヒッパー級重巡洋艦など）への対策である。
3. ↑  【同盟ストツクホルム廿四日発】[10]　ロンドン來電英國海軍省は廿四日新主力艦アンソン号並にハウ号の就役を発表した、同艦は共に三万五千噸、マレー沖海戰で帝國海軍航空部隊に轟沈された主力艦プリンス・オブ・ウエールス号と同様英國海軍自慢の設計になり、一九三七年夏起工し、最近漸く竣工したものである、主なる性能は左の如し　備砲十四吋砲十門、五.二五吋砲十六門、ポンポン砲四門、艦載機四台、長さ七百四十呎、幅百三呎、吃水廿七呎八吋、乗組員一千五百、當局の説明によれば兩艦は既に大西洋域は北氷洋で商船護送任務に就いてゐる模様である（記事おわり）